# Heinrich Rickert
Pour les articles homonymes, voir Rickert.
Heinrich Rickert, né le 25 mai 1863 à Danzig (aujourd'hui Gdańsk) et mort le 25 juillet 1936 à Heidelberg, est un philosophe allemand, chef de file du néo-kantisme de l'École de Bade avec Wilhelm Windelband.
Philosophe des valeurs, il s'est également intéressé à l'histoire, établissant une distinction qualitative entre faits historiques et faits scientifiques. En cela, il poursuit un questionnement initié par Wilhelm Dilthey. Ses travaux ont eu une influence sur la sociologie de Max Weber qui s'en est inspiré notamment pour son concept d'Idealtype.
Peu connu en France, ses travaux ont toutefois fait l'objet d'une étude importante de la part de Raymond Aron (La philosophie critique de l'histoire, 1938).

## Publications
- Zur Lehre von der Definition. Tübingen 1888.
- Der Gegenstand der Erkenntnis: ein Beitrag der philosophischen Transcendenz. Freiburg 1892.
- Die Grenzen der naturwissenschaftlichen Begriffsbildung. Eine logische Einleitung in die historischen Wissenschaften. Freiburg 1896.
- Kulturwissenschaft und Naturwissenschaft. Freiburg 1899, réédition Celtis Verlag, Berlin 2013,  (ISBN 978-3-944253-008)
- Wilhelm Windelband. Tübingen 1915
- Die Probleme der Geschichtswissenschaft. Eine Einführung. Heidelberg 1924, réédition Celtis Verlag, Berlin 2013,  (ISBN 978-3-944253-01-5)
- Über die Welt der Erfahrung. München 1927.
- Die Logik des Prädikats und das Problem der Ontologie. Heidelberg 1930.
- Die Heidelberger Tradition in der Deutschen Philosophie. Tübingen 1931.
- Heinrich Rickert. Philosophische Aufsätze, œuvres philosophiques, éditées par Rainer A. Bast, 1999.

Traductions
- Science de la culture et science de la nature suivi de Théorie de la définition, Paris, Gallimard, 1997.
- Les problèmes de la philosophie de l'histoire : une introduction, Toulouse, Presses universitaires du Mirail (PUM), 1998.
- Le système des valeurs et autres articles, Paris, Vrin, 2007.
- Les deux voies de la théorie de la connaissance : la conscience en général, Paris, Vrin, 2007.